# 12986 Kretke
12986 Kretke eller 1981 DM2 är en asteroid i huvudbältet som upptäcktes den 28 februari 1981 av den amerikanska astronomen Schelte J. Bus vid Siding Spring-observatoriet. Den är uppkallad efter Katherine A. Kretke.
Asteroiden har en diameter på ungefär 8 kilometer och den tillhör asteroidgruppen Terentia.